# Uzbekistan Today
Pour les articles homonymes, voir UT.
Uzbekistan Today (UT) est un journal hebdomadaire ouzbek, publié en russe et en anglais. Il s'agit d'une publication généraliste mais qui se concentre majoritairement sur l'actualité politique et économique.